# Bramaterra (Wein)

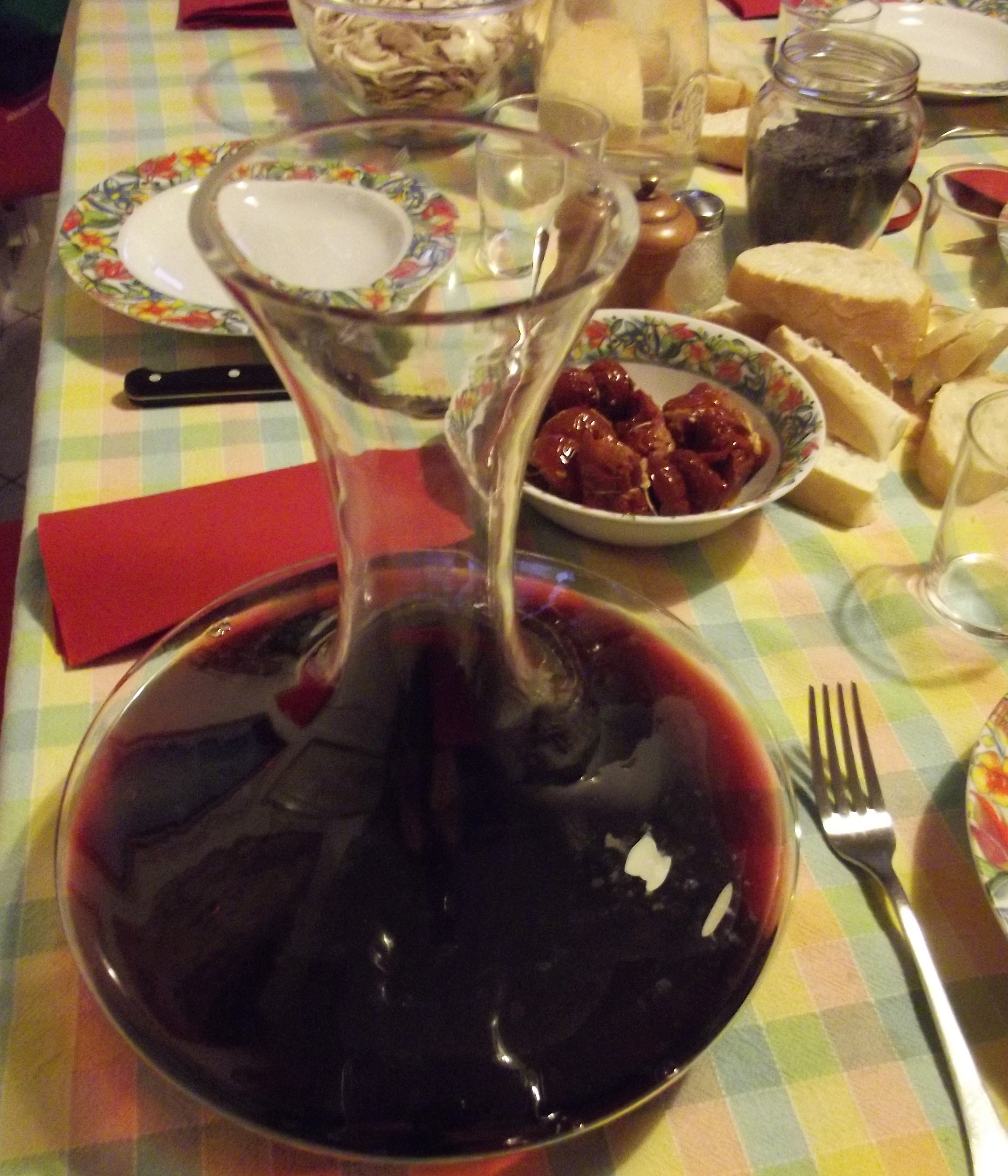
Bramaterra 2007

Bramaterra ist ein italienischer Rotwein aus der Region Piemont. Der Wein hat seit dem 9. April 1979 eine „kontrollierte Herkunftsbezeichnung“ (Denominazione di origine controllata – DOC), die zuletzt am 7. März 2014 aktualisiert wurde.

## Anbau
Die Rebflächen liegen in der Nähe des namengebenden Hügels Bramaterra, einem Hügel aus einem Lehm- und Kieselgemisch auf quarzhaltigen Porphyren in den Gemeinden Roasio, Brusnengo, Curino, Sostegno, Lozzolo und Villa del Bosco in den Provinzen Vercelli und Biella. Produziert wird er von 19 registrierten Winzern auf dem etwa 31 ha umfassenden Gebiet. Der maximale Ertrag beläuft sich laut der DOC-Denomination auf 52,5 Hektoliter/Hektar.

## Produktionsvorschriften
Der Wein besteht zu 50–80 % aus Nebbiolo-Trauben (lokal Spanna genannt), die mit den Rebsorten Croatina (0–30 %) und Vespolina sowie Uva Rara (einzeln oder zusammen 0–20 %) verschnitten werden können.
Der Wein reift 22 Monate (davon 18 im Holzfass), bevor er auf den Markt kommt. Für die Auszeichnung ›Riserva‹ sind 34 Monate Lagerung gesamt und 24 davon im Holzfass vorgeschrieben.

## Beschreibung
Laut Denomination (Auszug):
- Farbe: granatrot mit orangefarbenen Reflexen
- Geruch: charakteristisch, intensiv, leicht ätherisch, verfeinert sich mit dem Alter
- Geschmack: voll und trocken, mit angenehm bitteren Hintergrund, kraftvoll und harmonisch
- Alkoholgehalt: mindestens 12 Volumenprozent
- Gesamtsäure: mind. 5 g/l
- Trockenextraktgehalt: mind. 23 g/l